# 上板城南站
上板城南站位于中华人民共和国河北省承德市双桥区上板城镇，是一个京承铁路上的铁路车站，建于1957年，目前为四等站，目前客运：办理旅客乘降；不办理行李、包裹托运；货运：办理整车、零担货物发到。